# Малишево (Сузунський район)
Малишево (рос. Малышево) — село у Сузунському районі Новосибірської області Російської Федерації.
Входить до складу муніципального утворення Малишевська сільрада. Населення становить 624 особи (2010).

## Історія
Згідно із законом від 2 червня 2004 року органом місцевого самоврядування є Малишевська сільрада.

## Населення
| 2002 | 2007 | 2010 |
| ---- | ---- | ---- |
| 741  | ↘680 | ↘624 |